# Col de la Lusette
Le col de la Lusette (parfois orthographié col de la Luzette) est un col de montagne routier s'élevant à 1 351 m d'altitude dans les Cévennes, dans le Massif central.

## Géographie
Situé dans le département français du Gard en limite des communes de Dourbies, de Val-d'Aigoual et d'Arphy, il relie la vallée de l'Arre et Mandagout à L'Espérou. Environné par la forêt domaniale de l'Aigoual, le col est rallié et franchi par la route départementale 329 et se situe dans le périmètre du parc national des Cévennes.

## Histoire
C'est par la Ronde cévenole, une boucle de 40 km à parcourir dix fois, courue pour la dernière fois en 1998, que le col a connu ses instants de gloire. Créé en 1956, le Critérium des Cévennes perpétue cette tradition locale du sport automobile.

## Activités

### Cyclisme
Il est pour la première fois au programme du Tour de France en 2020, par le versant du Vigan (1re catégorie), lors de la 6e étape. Il est franchi en tête par le coureur kazakh Alexey Lutsenko qui remporte ensuite l'étape au sommet du mont Aigoual. Le record de l'ascension est établi ce même jour, au départ de Mandagout, par le grimpeur colombien Rigoberto Uran, en 34 minutes[réf. souhaitée].
Des courses cyclistes comme le Grand Prix du Midi libre l'ont emprunté, tout comme l'épreuve cyclosportive Cycl'Aigoual.
Par son versant sud au départ du croisement du château du Rey, la Lusette est une des ascensions les plus difficiles du Massif central, avec ses 19 km à 6,7 % de pente moyenne.